# Euxoa persubtilis
Euxoa persubtilis là một loài bướm đêm trong họ Noctuidae.